# Gulprickig hyrax
Gulprickig hyrax eller gulprickig dasse (Heterohyrax brucei eller Heterohyrax bruceii) är en art i familjen hyraxar som förekommer i Afrika.

## Systematik och utbredning
Zoologerna är oense om underarterna ska klassas som egna arter eller inte. Enligt Nowak (1999) skiljs mellan tre underarter eller arter:
- Heterohyrax (bruceii) bruceii, Afrika söder om Sahara.
- Heterohyrax (bruceii) antineae, bergsområdet Ahaggar i södra Algeriet. (är enligt olika nyare avhandlingar en population av klipphyrax[1])
- Heterohyrax (bruceii) chapini, centrala Kongo-Kinshasa.

Wilson & Reeder (2005) och Catalogue of Life klassificerar populationen som en art med 25 underarter. Utbredning enligt Mammals of Africa (2013).
- H. b. albipes, Kenya
- H. b. antineae (omstridd, se ovan[1])
- H. b. bakeri, nördöstra Kongo-Kinshasa, Sydsudan, Uganda
- H. b. bocagei, Angola
- H. b. brucei, Etiopien
- H. b. chapini, Kongo-Kinshasa
- H. b. dieseneri, Tanzania
- H. b. frommi, Tanzania
- H. b. granti, Sydafrika
- H. b. hindei, Kenya
- H. b. hoogstraali, Sudan
- H. b. kempi, Kenya
- H. b. lademanni, Tanzania
- H. b. manningi, Malawi, Zambia
- H. b. mossambicus, Moçambique
- H. b. muenzneri, Tanzania
- H. b. princeps, Etiopien
- H. b. prittwitzi, Tanzania
- H. b. pumilus, Somalia
- H. b. ruddi, Moçambique
- H. b. rudolfi, Etiopien
- H. b. somalicus, Somalia
- H. b. ssongeae, Tanzania
- H. b. thomasi, Sudan
- H. b. victorianjansae, Tanzania

## Utseende
Angående anatomin ligger gulprickig hyrax mellan träddassar och klipphyrax, men närmare den sistnämnda arten. Ett tydligt särdrag är färgen på pälsen som täcker körteln på djurets rygg. Den är hos gulprickig hyrax vit, gul eller röd medan den hos klipphyraxen är svart. Övrig päls har på ovansidan en grå till brun färg som på vissa ställen kan ha svarta skuggor. Buken är vitaktig. Individerna når en kroppslängd (huvud och bål) av 32 till 50 cm och en mankhöjd av cirka 30,5 cm. Vikten varierar mellan 1 300 och 4 500 gram. Svansroten är inte synlig utanför pälsen. Vävnaden på den nakna fotsulan hålls fuktig av körtelvätska som ger foten bättre grepp när djuret klättrar på klippor.

## Ekologi
Arten vistas i klippiga bergstrakter som kan vara upp till 3 800 meter höga. Regionen är täckt av några buskar och träd.
Levnadssättet är nästan samma som för klipphyrax och det förekommer även blandade kolonier med individer av bägge arterna. En koloni kan ha upp till 37 medlemmar och den består av en eller flera haremgrupper med en dominant hanne, upp till 17 honor och deras ungar. För att visa sitt anspråk höjer alfahannen sitt huvud när en motståndare kommer fram, skrapar kindtänderna mot varandra, försöker bita, visar framtänderna eller lyfter håren kring ryggkörteln.
Gulprickig hyrax livnär sig av olika växtdelar beroende på utbudet i utbredningsområdet. Den äter främst kvistar, bark och blad samt blommor, frukter, unga växtskott och örter. I sällsynta fall ingår gräs i födan. För att hämta födan klättrar arten även i träd. Individerna håller sig vanligen nära boet under födosöket. Avståndet till boet är oftast 20 meter eller mindre men ibland upp till 50 meter.
Detta däggdjur är aktiv på dagen, främst på morgonen och på tidiga kvällen. Utflykter varar vanligen 20 till 35 minuter. Under födosöket är individerna ensamma eller i mindre grupper.
Honor kan bli brunstiga en eller två gånger per år och honor som tillhör samma koloni blir parningsberedda ungefär samtidigt. Efter 26 till 30 veckors dräktighet föds en eller två ungar som väger cirka 220g. Modern ger di åt ungarna under en till fem månader. Cirka 16 eller 17 månader efter födelsen blir ungarna könsmogna. Honor stannar vanligen i kolonin där de föddes och hannar lämnar kolonin 12 till 30 månader efter födelsen. Vissa honor kan leva 11 år, både i naturen och i fångenskap.
Gulprickig hyrax jagas främst av klippörnen (Aquila verreauxii). Dessutom faller den ofta offer för andra rovlevande fåglar, leoparder och andra rovdjur som större ormar.